# エイルン・ラストコード 〜架空世界より戦場へ〜
『エイルン・ラストコード 〜架空世界より戦場へ〜』（エイルン・ラストコード かくうせかいよりせんじょうへ）は、東龍乃助による日本のライトノベル。MF文庫J（KADOKAWA メディアファクトリー）より2015年1月から2019年7月まで刊行された。『このライトノベルがすごい！2016』では新作ランキングの第1位、作品ランキング第4位を獲得した。
メディアミックスとして、イラストも担当しているみことあけみによるコミカライズが月刊コンプエース2019年4月号より連載された。

## あらすじ
西暦2070年。人類が謎の敵性生物「マリス」から襲撃を受けて億人単位の犠牲を出しながら半世紀以上の年が流れた。マリスに対抗できる巨大兵器「ネイバー」の一つ、デストブルムのパイロット・セレンは日本での絶望的な戦いに精神を疲弊しきっていた。そんな戦いの日々が続くある日、所属不明の謎の戦闘機が出現。この世界には存在しない技術体系による兵器でマリスを蹴散らす。だがこの戦闘機から出てきたのはこの世界での大人気アニメ「ドール・ワルツ・レクイエム」の登場人物・エイルン・バザッドにそっくりの少年であった。

## 用語・世界観
マリス
1999年9月9日にこちら側の世界108箇所に同時発生した災厄である敵性生物たち。人間の捕食を基軸としており、人の言葉を発しこそはするものの、獲物として見る言葉しか発さない。1999年から15年間は通常兵器と戦術で対処可能だったが、2015年にバース7と名付けられた最初のクイーン種7体が世界各地で出現し大被害をもたらす（最終的に核による攻撃で急場をしのぐ）。その後、ヘキサ、ネイバーの出現によりそれらを利用し人類は一応の抵抗は行えているが未だ抜本的な解決方法を持つことが出来ていない。足を持って動いてる生物に見えるが、肉体構造の68%は植物と同様で、体内に莫大な栄養素を含んでおり、死んで土に帰ると120時間で植物が生えていく作用を持っている。
幼生体
ポーンやルークと呼ばれる種が該当する。ポーンは3m程度で人的被害の大半がこの種による。ルークは最低でも17mを下回ることはない大型の種で、人の捕食の他に対物・対兵器にも特化している。他にも飛行種のナイトや海洋種のビショップという種がいるが希少。
成長体・成熟体
クイーンと呼ばれる種が該当。マリスを統括し、生きている間は絶えず幼生体を産み続ける為に対マリス戦での最優先攻撃目標となる。幼生体に比べ食欲が減退しており子供（幼生体）に捕食させることを優先する。他の種と違い即時再生機構を持ち、通常兵器では首を落とそうが八つ裂きにしようが即元通りに回復してしまう。これを打ち破れるのはネイバーによる攻撃か核攻撃しかないのが現在の人類の共通認識となっている。また【IME（=Indiscriminate Material Erasure=無差別物質消去）】と呼ばれる硬度無視の空間を抉り取る遠距離攻撃を有しており、人類の航空戦力をほぼ無効化している。しかし子供への給餌を優先させるため、地上エリアにはこの攻撃を行うことはほぼ無い。成長体は「標準型」と呼ばれ、型は一種類のみだが成熟体は複数の型が存在する（多頭型、堅牢型等）。
ヘキサ
マリスに優先的に狙われる優先被虐対象者である人間。発症原因は不明。外見上の特徴としては右手の甲に文字通りの六角形の紋章を有していること。マリスに優先的に狙われるという性質から、各国ではヘキサを囮にする等して通常の人間を生かしている。そのためにヘキサへの人権弾圧は凄まじく、見つかったら即座に保管領送りになってしまう。ただ恩恵も存在し、身体能力や頭脳の強化などの様々な才能開花を発現する。個々人により何の才能が開花するかはバラバラだが大まかに分けて【能力変化分類（ブレイン）】、【身体変化分類（フィジカル）】、【複合変化分類（ハイブリッド）】の三つに大別される。何の変化もきたさない【無変化分類（ノンギフト）】も存在するが非常に稀なケースとされる。発症は若年層が多く20代後半から発症することはまずない。現在ヘキサの人権をまともに扱っているのは氷室義塾やスイス等。
ネイバー
マリスのクイーン種を撃破可能である機動兵器。人が乗り込んで操縦するロボットであるが、現人類が製造したのではなく突如として世界の各所に出現したものであるため、謎が多い。何故クイーン種を撃破可能なのかも推測程度の論説が挙がっているのみ。
ネイバーフッド
紋章が二つある特殊なヘキサ。ネイバーの操縦はネイバーフッドでなければ不可能。ネイバー規格適合者とも呼ばれ、ネイバーの操縦適性がある者、又は現ネイバーパイロットの総称となっている。通常は右手に加えて左手に紋章が現れるが例外も存在する。被虐体質の優先度合いが通常のヘキサよりも強い。登録したネイバーに応じてヘキサの刻印の中にネイバーに対応した数字が刻印される。氷室義塾のセレンや英雄とされている武蔵以外のネイバーフッド達はネイバーを動かす部品としてのみ扱われているために、人格を抹消されたり不要と見なされたら即座に殺害されるということが通常となっている。
ドール・ワルツ・レクイエム
作中の世界でアニメとして放映されている作品。だが、このアニメの製作経緯は不可解なところがあり、どこともしれないところから脚本案が送られてそれを元に作られたという経緯がある。
第弐富士（東富士人工島）
日本第二ヘキサ保管領。静岡県東部の南方100キロ洋上に位置する、総人口7万人の巨大人工浮島。収容ヘキサは6000人程度だがヘキサの親族や職員、14000人の自衛隊員等多くの非発症者が島に居住している。繁華街ブロック等も設けられており、完全に一つの都市として機能している。物語は主にここを中心に展開する。
氷室義塾
第弐富士にあるヘキサ特別教導軍事学校。若年層ヘキサの育成と、マリス戦を専門にする戦闘組織。ヘキサの人権を認めるべく尽力しており、実際にここでのヘキサの扱いは外国や他の日本国内の保管領と比べてかなり良好なものとなっている。小・中・高(5年)の一貫制を採っており高等科制は適性判断の後に主に「戦闘科」と「非戦闘科」に分かれる。
テンナンバー（規格外十番）
氷室義塾内のヘキサの中でも規格外の才能を持つ10人。元々は身内の遊びで付け合った称号だったが戦闘等での実績により公的文書にも記載されている。

## 登場人物

### 主要人物
エイルン＝バザット / 氷室 夏樹（ひむろ なつき）
本作品の主人公。18歳。作中世界でアニメとされているもう一つの世界から愛機であるエルフィーナと共に突如転移してきた少年。アニメの世界では主人公ではないが重要なサブキャラクターという位置付けのキャラ。世界を転移してからは便宜上氷室夏樹と名乗っている。筋肉繊維、骨、感覚器官、神経系の伝達速度、内蔵の強度など、人体を構成するあらゆる部分が人工的に改造されており抜群の身体能力を誇る。また、感情が昂ぶったり、精神を集中させると毛髪と網膜の色素が赤色に変わり、身体能力を更に7.5倍に引き上げることが出来る。性格は堅物な優等生タイプ。融通が利きづらく自分が元いた世界の常識をこちら側の世界にも当てはめようとしてトラブルを起こすこともしばしば。
作者によれば、エイルンの設定は1993年6月公開の映画『ラスト・アクション・ヒーロー』から着想を得たものであるという。
セレンティーナ＝エングヴィス
本作品のヒロイン。15歳。特別なヘキサであるネイバーフッドでフランス人。親しい間柄での愛称はセレンだが関係者からは特務と呼ばれることが多い。8歳の頃ヘキサを発症してしまうが父がそれを隠匿。14歳の時に日本の第弐富士へと亡命。数ヶ月は通常のヘキサとして生活するが二つ目の刻印がうなじにあることが後に発覚しネイバー・デストブルムのパイロットに選定される（通常ネイバーフッドの刻印は両手の甲にあるのだがうなじだったために発見が遅れた）。しかしそのデストブルムが大事故を起こし性格と身の回りの環境に暗い影を落とすことになった（本編開始の7ヶ月前の出来事）。寡黙で独特な言葉遣いをするほか、独占欲が強い。「シロ」と自身が呼んでいる白いアザラシのぬいぐるみをとても大事にしている。
一ノ瀬 葵（いちのせ あおい）
本作のヒロインの一人であるヘキサの少女。17歳。機兵部の二代目部長。元は第一独立小隊の隊長だったが、先代部長である神無木緑の死に伴い部長に昇格した。緑の代わりを務めるべく機兵部と、妹のように思っているセレンの命を守ることに全てをかけようとしているが部長という立場もあるためかみ合わないことも。性格は現場主義の姉御肌で管理の立場である紫貴と対立することも多い。兵器産業分野では氷室と双璧である一ノ瀬重工の重役を両親に持つ。以前は緑や紫貴と共に第四保管領にいたが氷室雷鳥の手引きで第弐富士に異動した。
【テンナンバー】の一人「炎の一（フレイム・ワン）」。【ノンギフト】ではあるが卓越した戦騎装操縦の腕を持っており、戦騎装単機での戦闘が認められている。
九重 紫貴（ここのえ しき）
本作のヒロインの一人であるヘキサの少女。18歳。氷室義塾生途会会長。作戦中は地を出さないようにしているが、プライベートではコスプレをしたりグッズを収集したりするアニメオタク。義塾に入った当初の上手く周囲に馴染めないセレンとかつての自分とを重ね合わせ面倒を見るようになっていった。セレンに冷たい態度を取ることもあるが基本的にセレンのことを第一に考えている。緑と葵とは第弐富士に来る以前の保管領にいた頃からの友人。
【テンナンバー】の一人「氷の九（アイス・ナイン）」。戦闘時、平常時共に氷室義塾の頭脳部分を仕切る、雷鳥の腹心の部下。10個先を見据えて動くことを信条としている。

### 氷室義塾

#### 生途会
氷室義塾の情報統括機関。戦闘作戦時は全体指揮、平常時は義塾の管理を一手に担う司令機関であり、主に【ブレイン】の才能を持つ戦闘科の生徒達で構成される。「生への途（みちすじ）」という意が掛けられているネーミングとなっている。
陽葉 茜（ひよう あかね）
IQ190の天才少女。12歳。【テンナンバー】の一人で「妖精の三（フェアリー・スリー）」の異名を持つ。作戦の立案や状況認識能力に於いて生途会で右に出る者はいなかったが、7ヶ月前のデストブルム暴走事故の時に全てを投げ出しそれがきっかけで食堂勤務になっている。しかし、あることをきっかけに再び戦場に舞い戻る決意をする。
田中 栄太郎（たなか えいたろう）
生途会役員の一人。眼鏡の美形男子。現場指示の際の口調は悪いが優秀な役員。

#### 機兵部
氷室義塾の戦騎装部隊で、操縦適正の高い【フィジカル】や【ハイブリッド】の才能に秀でる戦闘科の生徒達で主に構成される。戦騎装ではクイーンを撃破出来ないので幼生体マリスの撃破や囮を担当する。
神無木 緑（かんなぎ みどり）
7ヵ月前の事故で死亡している故人。機兵部の初代部長で【テンナンバー】の「0」であった。【ノンギフト】であったがそのカリスマ性により多くの人望を集めていた。
阿賀沼 大地（あがぬま だいち）
機兵部5番隊隊員。本土に妹がおり、「ヘキサの妹でも堂々と嫁に行ける様、世間の目を変えさせる」ことを信条としているが、7ヶ月前の事故で5番隊隊長である伍橋月下が怪我により転部になってから荒んだ行動を度々起こしている。
前田 オルソン（まえだ ―）
機兵部5番隊隊員。日系ブラジル人。阿賀沼と同じく隊長が転部してから士気が落ちている。
江藤 山武（えとう やまたけ）
機兵部5番隊隊員。他5番隊隊員と同じく士気が落ちている。しかし3人の中では一番冷静でエイルンが相談を持ちかけることも。

#### 整備部、生産部、兵器開発部 他
主にヘキサの才能開花に恵まれなかった非戦闘科生徒や戦線からリタイアした戦闘科生徒等で構成される。
橋 柔呉（たちばな じゅうご）
整備部部長。異世界の来訪者であるエイルンにも理解ある接し方をする物腰柔らかな細目の男子生徒。
八雲 日向（やくも ひなた）
整備部副部長。かつては戦騎装での狙撃を得意とする天才的なガンファイターだった。四番隊の隊長を務めており【テンナンバー】の「閃光の八（ライトニング・エイト）」と呼ばれていたが7ヶ月前の事故で下半身に麻痺を負い車椅子でのリハビリ生活を余儀なくされている。
伍橋 月下（いつはし げっか）
元機兵部5番隊隊長。【テンナンバー】の「神馬の五（スレイプニル・ファイブ）」と呼ばれる凄腕だったが7ヵ月前の事故により左手を失い義手を装着している。それに伴い生産部に転部となっている。八雲日向と仲が悪い。
伏見 飛鳥（ふしみ あすか）
兵器開発部所属。富士光三博士の娘。【テンナンバー】の「兵器の四（アームズ・フォー）」であり芸術家肌の生徒。突飛な言動が目立ち、周りから疎まれることも多い。
睦見 アギト（むつみ ―）
【テンナンバー】の「悪魔の六（デーモン・シックス）」。戦騎装の操縦スキル（葵と同じく単独戦闘が許される位の腕前）のみならず個人の戦闘技能が悪魔的に強かったことからその称号が付けられた。しかし7ヶ月前の事故の最中に機兵部員を三名殺害しその部隊長であった双条水久那をも手に欠けようとして禁固刑になる（殺された側に灰色の背景が発覚した為、島外放逐にはならなかった）。現在は雷鳥の便宜で図書委員となり経過観察を行われている。
七扇 大和
　後の【テンナンバー】の「刀の七（ブレイド・セブン）」となる。７か月前の事故では臨時の決死隊を編成し騎兵部の残った部員を無事生還させた。そして、後に明星のネイバーフットとなる。エイルンのことをとても信用している

#### 氷室義塾のその他の人物
氷室 雷鳥（ひむろ らいちょう）
氷室義塾塾長である老齢の女性。ヘキサでは無い健常者。氷室財閥の総帥、第弐富士の最高責任者でもあり戦闘時は司令として動く。戦局に於いて窮地に追い込まれてもうろたえる事は殆ど無い。ヘキサの人権擁立を願い、行動している。
富士 光三（ふじ こうぞう）
氷室財閥ヘキサ研究班副室長。「ネイバー規格の稼動条件とネイバーフッドの相関性」を解明すべくエイルンがこちら側の世界に転移してから不可解なアニメである「ドール・ワルツ・レクイエム」の調査をする科学者。その研究の最中、アギトに連れ去られアニメ脚本と共に失踪してしまう（直前まで進めていた研究は「富士ファイル」と呼ばれるようになる）。

### 国際連合（UN）

#### ロイヤルガード
国際連合直属のマリス鎮圧部隊。ネイバーを三機貸与されている。
バートン＝ティンバー
雷鳥に招聘されてネイバー「メルキセデク」とそのパイロットらと共に日本に来た運用主任。階級は少佐。「鉄血バートン」と呼ばれ多くの実績を持ち日本にも友好的な態度を取るが、その実際は利権の為に暗躍している。
双条 水久那（そうじょう すくな）
【テンナンバー】の「波の二（ウェイブ・ツー）」の称号を持つ氷室義塾の男子生徒（変幻自在に戦法・役割をこなすことからそう呼ばれた）。7ヶ月前の事故で死亡扱いとなっているが実際は生きておりUN所属となっている。
ネイバー16番機「ショワンウー」の現ネイバーフットとなっている。

### その他の人物
結城 武蔵（ゆうき むさし）
半世紀以上も明星と共に戦い抜いている、英雄と称されるネイバーフッドの老人。ネイバーフッドは人権が認められない、ネイバーの部品として扱われるのが通例だが功績によって公に人権が認められている人物。雷鳥とは旧知の仲。（秘匿されているが雷鳥と武蔵の間には氷室夏樹という孫がいる。）

## 登場兵器

### シュプリームドール
「ドール・ワルツ・レクイエム」に登場する機動兵器であり、もう一つの世界からやってきた機動兵器。
エルフィーナ・ルインレーゼ
ドクターツルギが開発製造したシュプリームドール。「ドール・ワルツ・レクイエム」では最高水準のスペックを誇る機体とされこちら側の世界でもネイバーに匹敵する性能を持つ上にネイバーと同じくクイーン種の撃破が可能。武装は白兵戦を主眼に置かれている。また、AIを持ち人間と会話することが可能。エイルン以外が搭乗しようとすると小さな島一つ程度なら消し飛ぶほどの爆弾が起爆する仕組みになっている。強化装甲ブースターユニット「ファラリカ」を装着することにより戦闘機形態になることができ、目標到達までの時間短縮をはかることが可能。実際の戦闘では人型形態になり敵と相対する。また、AIによる自律機動モードも存在しある程度の戦闘をこなすことが可能。劇中設定では月のコスモフィリアを使って作られたとされている。
補足：ルインレーゼ……ラインハルト神話に出てくる、戦と純潔を司る月の女神。純潔を保つべく、永遠に恋をすることが許されない運命にあるも、羊飼いの青年を恋してしまい、二人は恋に落ちる。ルインレーゼは羊飼いとの間に子を作りたかったが、終にそれは叶うことなかった。永遠の愛を誓ったルインレーゼは羊飼いの小指と自分の小指に神にも見えず、決して絶つことが出来ない赤い糸（ルインウィール）を結び、七度、生まれ変わろうと出会い、また結ばれることを約束する。そして神ではなく人間にもし生まれ変わることが出来たら、今度こそ羊飼いの子を産むことを誓う。
補足：ルインウィール……ラインハルト神話にでてくる純潔の女神「ルインレーゼ」の持つ赤い糸車のこと。七度、生まれ変わろうと結ばれた相手と出会い、結びつけるという運命の赤い糸。
フォーマルドレス（儀礼兵装）
エルフィーナの通常形態。月の女神(ルインレーゼ)を象った、見た目は女性そのまま。ツバ広の帽子にパラソルスカートと、淑女のイメージを前面に出す。省電力モードの形態ではあるが、脚部にブースター系が集中しているため、この状態なら大気圏離脱が可能。この形態から、さまざまな戦闘形態に展開する。エルフィーナは設計概念に「兵器」ではなく「女性」を根幹に置くため、一見、余分な機構に思えるが、ツルギの設計思想の象徴とも言える形態。
コンバットドレス（高機動兵装）
エルフィーナの戦闘形態で最も汎用性が高く基本の戦闘形態となっている。フォーマルドレスを変形させて、改めてお着替え（再換装）する。スカートのユニットが武器・ブースターに変形し、背部に装着される。また、フォーマルドレス以外の兵装は全てマスクを着用する。髪型は後ろにアップでまとめており、巨大なサングラスを装着する。拳に最大エネルギーを宿して叩き付ける「ルインレーゼ・クロス」が最大攻撃。
イージスドレス（専守迎撃兵装）
防御と遠距離砲撃を主眼に置いた兵装。半割れの仮面を装着する。八つの砲口からなる巨大ブラスター「ルインレーゼ・ベーゼ」が最大攻撃。
規格種別：SD（シュプリームドール）
機体型番：SD-E303S
Height:17.2m　Weight:54.7t　　カラーリング：真紅
ファラリカ：30.5ｍ/ファラリカ・ドーター：24.1m
ファラリカ：111.6ｔ/ファラリカ・ドーター：85.2t　
搭乗パイロット：エイルン＝バザット
＜動力＞
半永久エネルギー循環炉『ルイン・ウィール』
超高性能自家発電装置。究極のゴム動力。動いてれば勝手にエネルギーがたまる。最高速度で白兵戦をしたら7分でフルチャージ。胸部にある糸車のような形状のコアユニットから神経系のように全体に張り巡らされた赤い変電機構バイパス。主に運動エネルギーを、またそれから派生する衝撃エネルギー等を電力エネルギーに即時変換・即時供給する。(ガード時の衝撃エネルギーも含む)
＜基本兵装＞
『アルティメットコンバット』
古今東西、あらゆる格闘技のモーションパターンが記憶されている。無手格闘こそ、エルフィーナの本領。死角も数も関係なく格闘戦を展開する。
ブラストブーメラン『ルイン・ハット』
ツバ広の帽子をブーメランとして投げつける。ツバ部分にブラストソードが仕込まれており斬撃の効果を持つ。自動的にエルフィーナの頭まで戻ってくる。
高出力ブラストソー『ルイン・カッター』×2
ハイヒールのカカトに装備。展開すると丸ノコギリにエネルギーが纏う。
簡易圧縮ブラストナックル『ルイン・ハンマー』×2
両拳にエネルギーを乗せて打撃力を向上させる。ルインレーゼ・クロスと違って、簡単に展開できるのが特徴。
可変式ブラストダガー『ルイン・セイバー』×2
肩部両脇に装着。通常はダガー形態だが、刀身を伸ばすことでレイピアに変えられる。「ダガーモード」と「レイピアモード」で使い分ける。
＜コンバットドレス（高機動兵装）追加兵装＞
高圧縮ムーンブラスト弾頭『ルインレーゼ・クロス』×2
ムーンシュルのエネルギーを拳に宿して叩きつける（必殺技）。対象を大気圏の外まで殴り飛ばす。ただこの兵装だと、最大出力で撃ってしまうと自壊してしまう為、出力を落として使用する。
ブラスト銃剣『ルイン・ブレス』×2
背部スラスターに収納。抜刀するように脇の下から引き抜く。銃身にはブラストソードが仕込まれており、斬撃効果が在る。エルフィーナが持つ唯一の射撃武器。（ガンブレード）ファラリカ時は、大容量コンデンサーが在るため高出力乱射ができるが、エルフィーナ時だと、単発発射しか出来なくなる。ただし、一発の威力は大きい。主従、揃って射撃が嫌いなので、サイドアームズ的な場合で使われることが多い。
＜特殊機構＞
ムーンブラスト兵器…… 月生産の兵器技術。兵器名称は「ブラスト〜」と呼ばれる場合が多い。ムーンシェルと呼ばれる破壊エネルギーを生み出す鉱石を兵器転用した兵器群。エルフィーナの中には高純度のムーンシェルが、胸部に積まれた動力源「ルイン・ウィール」内と、両肩、計三基積まれている。ルイン・ウィールはエネルギー拘束に縛られないので、エルフィーナに積まれるブラスト兵器は無制限に使えると考えていい。
変質形状合金『ドリムビスチェ』
エルフィーナの装甲内部にある、性質そのものを変える硬軟自在の特殊合金。装甲の下にまず緩衝材として一層。二層目に人以上の動きを体現できるよう、人間の筋肉と同じ配列で、駆動系回路と骨格フレームに巻きつき、腕や足の機動を補助する。人以上に繊細な機動を可能にするだけでなく、攻撃や防御の際のインパクトの瞬間、金属を硬化させて威力や耐久度を増加させたり、機動中は逆に柔らかくして、動きを洗練化させたりする。
衝撃排出路『ブロンドテクト』
頭部から伸びる数百万本の拡散放熱材（一見、ロングヘアー）。機体内に溜まった熱エネルギーを始め、自機内を巡る様々な余剰エネルギーを数百万に分割し、機体外に排出する。白兵戦の際も、腕や足を通して自機に返ってくる反動エネルギーは、髪の毛先、外へ出す。（蹴ったり、殴ったりするたびに髪が金色に変わる）。
多目的武装変更『ドレスアタッチメント』
エルフィーナの最大の特徴。トランクケースを模した兵装に着替える（換装する）事で機体特性をガラリと変更できる。エルフィーナの場合、「換装＝お着せ替え」という概念。

### ネイバー
突如として世界の各所に現れた謎の兵器。クイーン種を撃破することが可能なため、対マリス戦用機動決戦兵器として運用されている。大アルカナの枚数分存在すると言われており、2070年現在は11体までのネイバーが確認されている。数十年、数百年は科学を先進させなければ開発・製造できないような武装や機体スペックを有している。タロットカードの大アルカナに沿った番号が刻印されている。「ノルブリンカ」と呼ばれる核融合炉を凌駕するエネルギーを生み出す動力炉を搭載しており半永久的に自立稼動が可能。更にはスリープモードに入れば機体の修復を自動で行う超兵器。動力（とそれによる無尽蔵エネルギー）と自己修復機能は共通しているが外観、兵装、操作仕様、大きさや機体特性は各機体で大きく異なる。登録されたネイバーフッドにしか起動・操縦は出来ないが多くの機体は10個以上の登録スロットを持つ。しかし、一度ネイバーにネイバーフッドを登録すると当人の死亡以外スロットを開放させる手段が現在は見つかっていない（そのため、心身に異常をきたしたり戦えないと判断された場合、殺処分されることもある）。どの国でも、ネイバーの運用はパイロットチームを編成するのが通例となっている。
デストブルム
魔術師のアルカナを冠するネイバーNo.01。日本保有。二年前に駿河湾洋上で浮かんでいたところを発見された。他のネイバーの一周りは大きく、さながらツバつきの帽子をつけた魔女のようにも見えなくはない。両手両足が無く、ツバつき帽子からあばら骨を垂らしたようなボディとテールユニットを持つ。うなじに二つ目の刻印を有するネイバーフッドを搭乗者の条件としている。そのため、セレン以外のネイバーフッドをあてがうということができない、ネイバーの中でもかなり特殊な機体。セレンが適合者となるまで1年以上お蔵入り状態が続いていた。
機体型番：Neigbor No1
Height: 24.9ｍ　Weight: 101.7t　　カラーリング：黒
登録スロット数：１名
仕様：【制圧殲滅戦】を得意とし武装の殆どが戦略的効果を生む。巨大な帽子状の「イメージ即応・火器管制ユニット」と数々の「IME兵器」が最大の特徴。また、帽子の裏には大量のミサイルが搭載されている。セレンは自機をクロと呼び、武器の名前も長いからといい加減なものになっている。ブレイン・マシン・インターフェイスと呼ばれる人間の脳から直接命令を送り込むシステム（逆に機体から脳へ情報を受信することも可能）を用いた操縦方法の為、戦闘能力・効率はセレンの精神状態に大きく左右される。本編開始の7ヶ月前、現在は封印されているが自立戦闘システムである【DBシステム】により敵味方区別無く破壊行動を起こし、第弐富士に多大な被害をもたらした暴走事故を起こしている。言葉を発さないが自らの意思を持っており、セレンがバイオリモコンになってからは、うなじにブレインジャック端子（ケーブル）を刺さなくても操縦できるようになった。
補足：ブレインジャック端子…… デストブルムとネイバーフッドを繋ぐケーブルのこと。
補足：バイオリモコン……生体操作端末（生きたリモコン）。デストブルムの操縦に適した脳に改造されたネイバーフッド。その思念を信号に変えてデストブルムに送信し、またデストブルムから受信した信号は、本人のが認識できる形（感覚の共有や、情報の視覚化、意思疎通など）で変換される。脳科学の見地から見れば、セレンは別の生き物に変容している。
＜主兵装＞
小口径・無差別物質消去砲『マゴノテ』×4
デストブルムの周囲に漂う蔓状の砲塔。発射される光弾は着弾箇所半径4ｍの空間を対象物の硬度に関係なく抉り取る。クイーン種が発するものと破壊の原理はまったく同じもの。ノルブリンカ同様、ブラックボックス扱い。先端が蕾のようになっており、発射時に花が開くかのように展開する。蔓の部分には超振動の刃が四方についているため、鞭のように振るって敵を両断することもできる。
即時照準追尾ミサイル管『みさいる』×144
帽子状のミサイル発射管。帽子のツバの裏側、全方位にかけてミサイルを発射できる。その管合計144基。視界に入った当てたい箇所を頭にイメージするだけで、自在に何発でも着弾させる。
大口径・無差別物質消去砲『すぐれもの』×4
長距離射撃可能の大出力・IME砲。不使用時は腰下に四基、尻尾みたいに伸ばしている。最大射程3.1km、半径15ｍの光の直線が触れたもの全てを抉り取る。展開時は魔女の杖のようなフォルムの砲塔が四基、真正面に展開される。
＜操縦機構＞
『ブレイン・マシン・インターフェース』
脳の電気信号をコンピューターに送って操縦するもの。よって、機体はセレンの思った通りに動くのだが、自機の損害も痛覚となって搭乗者に返ってきてしまう。その搭乗シーケンスは、自分の脊髄とネイバーとを直接リンクさせる必要があるため、麻酔なしだと卒倒しそうなほどの痛みを伴う。局部麻酔を打った上で接続すれば、搭乗時の痛みだけは何とかできる。
明星
戦車のアルカナを冠するネイバーNo.07。アメリカ保有。ネイバー規格の大半を占める人型であり汎用機という位置付け。白銀の全身装甲を纏っており、その外観は重戦士のようにも鎧武者のようにも見える。最大の特徴は全長18mの巨大刀（ダンビラ）。デストブルムと同じく、登録スロットは一つしか有していない（パイロットは結城武蔵が担当）。ネイバーの中では最古参の機体の一つで、米国の属領である四国を中心にデストブルム運用前の日本を半世紀守りきった。極端に登録スロットが少なく、また通常のヘキサしか登録できない（ネイバーフッドは登録できない）。搭乗者の死亡を確認して初めて、搭乗者登録が解除され、次の搭乗者登録が可能となる。オペレーション・ヘラクレスで絶対種（キング）と交戦し、生き残った戦歴も持つ。
機体型番：Neigbor No7
Height: 20.5ｍ　Weight: 110t　　カラーリング：白銀（ポイントで赤）
登録スロット数：1名
仕様：【汎用決戦型】のネイバーで巨大刀【曙丸】を専用武器に持つ。固有武装は曙丸のみで特殊機構などは一切備えていない。公式番機の中では機体出力が頭三つ分は飛び抜けており、白兵戦を想定して作られたためか運動性能も高い。だが戦略的な特殊機構を持たない為、ネイバー規格の中では〔ハズレ〕とも言われている。出撃時はネイバー規格用に開発された汎用武装を選択して出撃する。軍関係者・科学者の間では【脳足りん(ボーンヘッド)】と揶揄する者も多いが、自衛隊などの現場下士官からは【日の本の山斬り刀】【サムライブレイド】等、英雄機として称えられている。
＜主兵装＞
『曙丸』×１
明星が持つ、唯一の固有装備。その総重量は400ｔとなる。そのため機体搬送の時はいつも大騒ぎを呼ぶ。材質は形状記憶合金の一種と思われるが実体は不明。
ネイバーフッド登録の際、四つのフォームから選択する事ができる。【①居合刀　②背負い太刀　③段平刀　④双頭刃】半世紀以上の酷使でも、一切の刃毀れを起こしていない。馬鹿げた重量と異常な斬れ味から一振りが必殺の威力である。明星のアームユニットとリンクしており、自在にその手に戻ってくる。ちなみに武蔵はこの特性を利用し、良くダンビラをぶん投げて使用していた。（投擲一回で町一つを半壊させてしまうだけの威力があり、陸自関係者からは【武蔵砲】【無料の戦術核】などと恐れられていた）【日の本の山斬り刀】というあだ名も、その戦い方を間近に見た者たちの言葉が元になっている。
＜副兵装＞
自衛迎撃装甲『ウニバリ」×50000刃
明星の外装全体に内包される仕込み刀（その数：五万枚）。マリスの接触を感知すると噴出口から自動的に飛び出す仕組みになっている。主に明星にへばりついたポーンの迎撃に使われ、全ての刃が起き上がった状態が『ウニ』に似ている事からこの名が付けられている。
＜汎用兵装＞
多面突撃機関砲『ジャッジメントブロウ』
ネイバー規格用に量産された、45ミリ機関砲と125ミリ砲筒を一体化した突撃銃。戦騎装用の物より口径が大きい。また125ミリ砲は弾種を選べるため汎用性が高い。戦車砲を持っているようなモノでルークの皮膚も安々と貫通させる。
＜操縦機構＞
『同体人機』
明星の操縦は、操縦者自らの身体を動かす意識を機体（明星）に移すと動く、つまり身体と機体がリンクする機構となっている。よって、搭乗者の反射神経や運動能力が機体機動に直結する。デストブルムと違い、損害が痛覚となってフィードバックされることはない。
起動キー『フツノミタマ』
明星の起動キーとなる日本刀。刀身に搭乗者の血を含ませて、挿入口（鞘）に入れる事で、本人照合と併せて、ノルブリンカに火を入れることになる。正常起動するとアバターである、〔鎧のモニュメント像〕がコックピット正面に降りてくる。
アモン
悪魔のアルカナを冠するネイバーNo.15。アギトのネイバー。四枚の翼と六つのアイカメラを頭部に付けた、悪魔を模したようなデザインとなっている。全身にダークパープルの血管のような模様があり、機体の出力を上げると発光する。右肩にXVのローマ数字と【悪魔のモニュメント】が刻まれている。
機体型番：Neigbor No15
Height: 23.0ｍ　Weight: 76t　　カラーリング：漆黒（ポイントで紫）
＜主兵装＞
指向性落雷『ベニミカズチ』
指向性を持たせることのできる【落雷】。〔撃つ〕ことも出来れば〔広範囲に落とす〕こともできる。翼の周りに【雷球】を発生させ、その後予めインプットされた状態の落雷が放たれる。赤と黒の光を帯びているが性質的には雷と変わらない。
変形飛行媒体『ヨンマイコクイ』
四枚の翼の形をした飛行ユニット。重力制御と周辺大気を調整する事で高い飛行能力を持たせている。また翼個々も硬質を変化させることができるので、盾のように攻撃を防いだり、対象物を包み込んで拘束するような使い方も出来る。
ショワンウー
塔のアルカナを冠するネイバーNo.16。UN（国際連合）保有の非公式番機。秘密裏の作戦などに投入される予備的な機体。丸みを帯びた人型で、亀の怪物のようにも見える。〔亀の甲羅〕に酷似した特大装甲を両肩と背中に纏う。また両手にも甲羅型のラージシールドを装備する。胸部は顔のような意匠をしており、変形時は頭部ユニットを胸部に収納する（亀が頭を引っ込めるイメージ）。また後頭部からはポニーテールのように〔機械の大蛇〕を八本伸ばしている。
機体型番：Neigbor No16
所属部隊：ロイヤルガード
Height: 22.7ｍ　Weight: 156t（盾を除く）　　カラーリング：緑・青（ポイントで金）
登録スロット数：17名
仕様：【隠密強襲型】のネイバーという位置づけになっているが、真価は頑強さにこそある。ロイヤルガードの資料では、すでに発見されたどのネイバーよりも高い硬度・耐久性を持つとされている。その防御力は、防御形態になれば核爆発の衝撃にも耐え切るとも。また、対艦ミサイルを受けても無傷というデータが存在する。陸上運用は重火器類を持たせるだけ持たせ、強襲・砲撃運用する兵法が一般的。海上・海中戦は変形形態（盾二つを連結して亀のような形状となる）となるが、ショワンウーの優れた側面としてこの変形形態が挙げられる。亀形態は非常に優れたステルス性能を有し、ネイバーフッドの被虐体質をカットすることができる。また無音で水中を最高80ノットで進む事ができ（世界最速といわれるシーウルフ級原子力潜水艦でも35ノット）、海中を伝播する音波を逸らすのでソナー等にも引っ掛からない。特殊機構【ミスティミスト】と併用すると、索敵はまず不可能。砲撃強襲時は、弾を撃つだけ撃ち切ったら携行火器を投棄し、盾を構えて白兵戦を仕掛ける。敵を轢殺し、押し潰す機動城砦に変容する。
＜主兵装＞
『巨大盾』×2
ショワンウーが持つ、唯一の固有装備（一個54ｔ）。自動的に腕に戻ってくるため、投擲武器として使う場合もある。※2070年現代ではこれを凌ぐ硬度の物質は存在しない。
＜副兵装＞
自律型プラズマ砲頭『バーショア』×8
頭部ユニットの後頭部から伸びる、八匹の大蛇を模した自律ユニット。バーショアとは、巴蛇(はだ)の中国読みで、巴蛇は中国に伝わる、巨大な黒蛇の怪物のこと。
通常時：身体にへばりついたポーンを自動的に迎撃する。噛まれると牙から高濃度の溶解液が注入されるので、マリスはおろか、鉄だろうが瞬時に噛み溶かす。あくまで接近された場合の保険的な機能なのだが、戦術的観点から見てもかなり優秀。ショワンウーの運動性の低さを補う。
砲塔時：八匹のバーショアの口から発射される紫色のプラズマ球。着弾時に爆発的に巨大化するため、【八つの太陽】が発生したように見える超光熱現象。万物を瞬時に燃焼させる威力を持つが、その破壊原理はIME同様解明されていない。一度使用してしまうと四〇分の冷却を要し、連射できないという欠点も持つ。ショワンウーの奥の手。
＜特殊機構＞
散布式ジャマー粒子『ミスティミスト』
ショワンウーが持つ特殊機構で、散布式の〔高性能ジャマー〕と言える。肩口二か所から黄色い粒子を噴出・散布して黄色い霧を作り上げる。粒子で覆った物質は、レーダーなどの索敵網に引っ掛からなくなる。また濃霧と区別がつかず、視認阻害効果も強いため、衛星映像にも見る事が出来ない。僚機などを伴うときは、この霧の中に僚機ごと包んで目的地を目指す。
メルキセデク
月のアルカナを冠するネイバーNo.18。UN（国際連合）保有。UN（国際連合）認可の独立マリス殲滅機関【ロイヤルガード】に貸与される公式番機。明星と同じく最古参の機体の一つ。半世紀以上も運用され、今や世界の顔的な位置付けのネイバーでもある。外観はどこか天使を彷彿させる神々しいフォルムで、【世界守護】を担うネイバーとして、塗装もヒロイックかつ、神聖なイメージを意識して白に配色されている。
機体型番：Neigbor No18
所属部隊：ロイヤルガード・第一独立機動部隊【チーム・オルランディア】
Height: 18.5ｍ　Weight: 86t　　カラーリング：白（ポイントでチャコールグレー）
登録スロット数：24名
仕様：【制空権掌握型】のネイバーで、地球上で唯一、マリス戦で制空権を確立できる為、その戦術価値はトップランクとされている（マリスは基本的に対空手段をIMEに依存している）。クイーン種の感覚器官に異常をきたさせ、IMEを絶対に当たらなくさせる【IMEキャンセラー】を搭載している。公式ネイバーの中ではマリス討伐数最多の記録を持つ。ほぼ7割方、陸戦を強いられるマリス戦で一方的に空からマリスを駆逐できるため、ほぼハメに近い戦闘展開を可能にする。ただし、独自の武装は持たない上に出力・機動力も他のネイバーより劣る。出撃時は専用の空戦ユニットと汎用装備を作戦毎にオプションし、出撃する。2070年現在はロイヤルガードの第一独立機動部隊【チーム・オルランディア】付けのネイバーとして配備・運用されている。
＜主流オプション＞
重力制御飛行ユニット『ミラージュフェザー』
反重力制御技術を用いられた飛行ユニットで機体背部に装着される。この技術は開示されていない物で、現行ではメルキセデクとごく一部の兵器群にしか使用されていない（技術的な問題でサイズダウンができないため、戦騎装規格への技術転用は目処が立っていない）。上昇すると背部の空間が歪んで見えるため、一見すると蜃気楼のようにも見えることからこの名がつけられている。
47ｍｍネイバー運用２連装ガトリング砲『ハンティングベアー』×2
ネイバー規格用に量産された二連装のガトリング砲。毎分合計8000発をばら撒く。
12連装ミサイルポット『N－VW7』×4
両肩・両膝にマウント。撃ち終わったらパージ（初撃で使い切るのがほとんど）
高出力レーザーキャノン『N－SB96C』×2
両肩装甲に内装されるレーザー砲。不可視の光線で、発射同時に目標物が吹っ飛ぶ代物。巡洋艦クラスに付けられる大出力の物だが、メルキセデクはノルブリンカで動くため、実質、無限に打つ事が可能。
ダム・ボム（自由落下式）投下コンテナ『Mark81-N』×1
腰回りに装着される両翼状のボムコンテナ。焼夷榴弾が自由落下でばら撒かれる。「N－VW7」と同じく先行マリスの絨毯爆撃に使用される。
ネイバー運用白兵戦ブレード『メイザブレード』
双頭型の両刃ブレードで、柄半分でパージすることが出来、ダブルソードとしても使う事が可。※メルキセデクが地上戦を展開することはまずないので、保険的な装備。
＜特殊機構＞
『IMEキャンセラー』
メルキセデクのみが持つ特殊機構で、発動させると機体背面に後光輪が浮かぶ。作動中はクイーンのIMEが絶対に当たらなくなる。専門家の分析だとクイーンの感覚器官がズレを起こし、IMEの発現ポイントを強制的に変えてしまっているという。これを利用し、非常事態の際にはミサイルに搭載されて弾丸輸送される。

### 戦騎装
戦闘用騎乗型巨大装備。通略が【戦騎装】となる。米国では、Huge Battle Suit Equipment　が正式規格名で【BS】と呼ばれる。（作戦略号である【BS】もここから来ている）。2015 - 2016年、バース７大敗を契機に人類の劣勢が始まる。事実上の航空戦力の無力化も相まって、人類はマリスに対応できる兵器規格の必要に迫られる。多局面に対応でき、かつ多様性に富んだ作戦行動を可能にする戦術陸上兵器の形が模索され、現在の【巨大人型兵器】へと帰結していく。2015年にプロジェクトが本格化し、2017年に記念すべきファーストシーズン機体が随時、ロールアウトされていく。戦騎装開発はＵＮ各国間の技術協力で開発が推し進められ、2022にセカンドシーズンが生まれるに至る。戦騎装開発にはネイバーの存在が大きく影響しており、セカンドシーズンが生まれるまでの2017 - 2022は、現代兵器水準が20年以上進歩したと専門家は言う。2030年にサードシーズン。2065年にフォースシーズン（現行規格）へと進化する。
詳細：現代科学の粋を結集させた人型機動兵器。航空戦力が無効化されるマリス戦において、戦力の要となる。
動力源『リキッド』
ネイバー動力炉「ノルブリンカ」から発生されるネイバーの血液にあたる液体を凝固・バッテリー化した有限エネルギー（通常稼動で180分）。エネルギー消費量で上下されるため、実際の作戦時間はもっと短め。こまめな交換を要す。
『タクティカル・マウント機構』
公式のフォースシーズン規格には必ず標準化されている換装システム。ブロックマウント（両腕・膝先）を取り換える事で、「陸」「海」「空」、全ての戦局に対応できる。
ノルブリンカの軍事的背景
ネイバーの主機関であるノルブリンカは、使い減りすることなく無尽蔵にエネルギーを排出し続ける永久機関。ネイバー規格の運用を可能にするだけでなく、平和利用すれば、日本中の電力エネルギーを永年、まかなうこともできる。が、ノルブリンカの持つ副次的要因もネイバー運用と同じくらい重要視されている。戦騎装の【リキッド】はネイバーの機体内を循環する液体を凝固させて作る電池のようなもので、この液体は稼動中のノルブリンカから抽出される。抽出量にはネイバー毎に限りがあるが、底がない以上、良質なエネルギー資源の生産工場としてもノルブリンカは機能する。ネイバー保有国の中にはネイバーからノルブリンカを外し取って、リキッドの大量生産のみに使用する国もあるほど。その利潤も国益の何割かを占めてしまうほど莫大なものになる。氷室義塾もセレンが発見されるまではデストブルムのノルブリンカからリキッドを大量生産し、輸出を行っていた。
ファーストシーズン（第一世代：2017 - ）
コックピットを背中に背負う人型兵器。当初、コックピットの形がバイクに酷似していたことから日本では騎乗型と呼ばれる所以となる。限界運用域（大きすぎると立てない・動けない）の問題から、当時は全長６ｍが限界だった。また下半身はスカートのように大きくて、ほぼ動かない。ジェット推進の搭載も出来ず、機動や稼働域も現在に比べて非常に狭まったものだった。大きさの問題からルークとの戦闘が大きな障壁となり、当時のパイロットは相当数の犠牲者が出た。
セカンドシーズン（第二世代：2022 - ）
第二世代はシーズン中、一番の飛躍があった世代。ネイバーの研究が推し進められ、『重心制御系関節ユニット：スティーブ・スタビライザー（スティーブは開発責任者【スティーブ・ミノート】の名前からとられている）』と『新エネルギー：リキッド』が完成。これを組み込む事で、戦騎装のフォルムは一新され、現在の形に大きく近づく。まず完全な人型機動を可能にさせた上で、限界運用域が10ｍの壁を越えるようになる。機体が大きくなった事でジェット推進も搭載出来るようになり（跳躍概念の実装）、コックピットも機体内に格納した。このことでパイロットの安全面も大幅に向上する。当時、各国が抱えていた燃料問題（石油資源の減退＋電力の限界）もリキッドに切り替えることでクリア。人型汎用機の立場を確立させ、この時期から戦騎装用の武器も開発・量産されるようになる。
サードシーズン（第三世代2030）
一個の人型として戦騎装を量産するのではなく、メインユニット（頭・上半身・両膝まで）作戦種別パーツ（両腕・膝から下）を大別して、生産管理するようになる。コストの大幅削減もそうだが、換装することで更なる多面作戦にも対応できるようになった。
フォースシーズン（第四世代2065）
運用面に大きな変化はないが、OS類が一新される。またフォルムも長年の研究開発から徐々に洗練され、機動力も大幅に向上した。また第四世代機は記念すべき「空戦パーツ」の実装に成功したこと。
疾風
機兵部のヘキサが主に運用する。1967年にロールアウトされた氷室製の戦騎装。正式型番機においては最新の物となる。ヘッドギアにゴーグルを付けたような頭部。メインユニットも軽量化が図られているため、痩身のスタイリッシュなフォルムが特徴。携行火器も最低限が標準となっている。隊長機の場合は、索敵能力の高いアイカメラ式の頭部となる。生産コストが高いため機兵部では中隊長機のみ、使用が許されていた。機兵部員の間では「二つ目」という愛称がついており、エースの証。
規格種別：戦騎装
世代：フォースシーズン
機体型番：S-47（公式型番機）
Height:11.5ｍ　Weight:21t　　カラーリング：グレー（葵機：赤）
デフォルト指定：一種か号戦装備（野戦・汎用装備）
五番隊指定：三種な号戦装備（最軽量・高機動装備）
タクティカルマウント機構：○
搭乗パイロット：機兵部部員
仕様：ヘキサを用いた陽動をコンセプトに置いているため、機動性重視の設計となっている。そのため耐久性や出力面は従来機を下回り、重火器に部類されるような装備及び、決戦(甲種)・重量(二種)フレームに対応していない。また（ヘキサの被虐体質から）水戦は度外視されているため乙種フレームも対応不可と、対応マウント総数は少ない。良くも悪くも搭乗者のクセが出易く、調整に時間がかかる。しかし、その機動力は折り紙つきで陸戦においてのブースター燃費・加速力・旋回性能はフォースシーズンの中でもトップクラスに入る。
※裏話……乙種（水戦）フレームの実装は可能だったが、ヘキサの保管領逃亡が視野に入った事でロールアウト直前にマウント表から消された。
＜標準武装＞
戦騎装運用コンバットナイフ『バレルスライサー』×2（両膝にマウント）
45mm戦騎装運用アサルトライフル『スイートビー』×1
装填可能数400発　携行弾薬2000発
＜副兵装＞
投下型携行地雷『ビッグマウス』×6
マリス戦を主眼にして造られた投下型の地雷（一個130キロ）。腰後ろにマウントされており走行中、捨てるように設置。後続の敵を吹き飛ばす。
旋回補助ブースター『セカンドウイング』
両肩にマウントする旋回用のブースター。機動時の取り扱いが難しいためよく敬遠される。厳密には、は号戦装備（遊撃戦装備）の一兵装として数えられる。
圧縮空気弾砲『インパルス・エア』
ヘキサの陽動用に開発されたまだ試験段階の装備。インパルス・エアというのも兵器規格名となる。圧縮した空気の塊を相手にぶつけるもので殺傷能力そのものはない。単発発射と拡散照射の二つ仕様で発射が可能で、ほぼ無反動で進路上のマリスを吹き飛ばしたり、怯ませたりすることができる。機動を損なわずに進路が確保できる武器であり、な号戦装備（陽動装備）の一兵装として数えられる。月下隊長を始めとする五番隊のメンバーがよく使用していた。弾数制限無い（エネルギー残量制）
巌流
自衛隊が主に運用する戦騎装。事故前の八雲は砲撃支援が主だった為、兵装の観点から巌流をヘキサ用に改造した巌流・改に乗っていた。
鬼灯
1963年（サードシーズンからフォースシーズンへの移り変わり期）、天軍（＝天皇護衛直属軍）の戦騎装採用競争に敗れた試作戦騎装無花果を特別カスタマイズした機体（試作機）。名義は一ノ瀬重工の非公式型番機となるが、正確には氷室財閥との合作となる。完成後すぐ、試験機体という名目で機兵部に委譲される。鬼のようなヘッドユニットと、両肩の推進力増強ブースター。前面六基・背面十基に備えた内部スラスターが特徴。頭部ユニットの口部は排熱口となっており、炎獄モードを解除すると開口して滞留熱を放出する。その様は一見、火炎の息吹のよう。また甲種（決戦）フレームを元に造られているため、従来の戦騎装よりも全長が大きい。非常にピーキーな機体の為、乗りこなせるのは現在、葵しかいない。
規格種別：戦騎装
世代：フォースシーズン
機体型番：Iz-42C（ｚは非公式型番（試作機等）を表す）
Height:14.5ｍ　Weight:28t　　カラーリング：黒・赤
デフォルト指定：なし（【決戦(甲種)フレーム】が雛型とする）
タクティカルマウント機構：×
搭乗パイロット：一ノ瀬　葵
仕様：開発ベースとなった無花果はもともと機能性優先で設計された機体で、パイロットの慣熟性（乗りやすさ）に大きな難があった。この鬼灯はその無花果の長所をとことん伸ばす方向で設計されている。総合ポテンシャル（データ上の数値）で鬼灯を超える機体は現状、存在しない。開発元となった無花果の数倍、敷居の高い暴れ馬となっている。慣熟性・整備性を犠牲にした、パイロット・整備士泣かせの機体でも有名。そもそもの設計思想が現代の主流コンセプトから反目しているため、生産ラインも別枠に用意しなくてはならない。生産コストは自衛隊の最新鋭機【巌流】、二六機分に相当し、維持コストはデリケートな調整を要する【疾風】の四倍以上。量産は非現実的で、現在は氷室義塾の保有する一機しかない。最大の特徴は【タクティカルマウント機構】が外されていること。それ故、陸上戦しかできないという弱点も持つ。大元の機体構造は【フォースシーズン】というよりは【セカンドシーズン】に近く、それゆえ、専門家の間では「第二世代への逆行（リバース・セカンド）」もしくは「第五世代に最も近い機体（フィフス・ニア）」の異名が付けられ、評価は両極端に割れている。
＜標準武装＞
戦騎装運用コンバットナイフ『バレルスライサー』×2（両膝にマウント）
45mm戦騎装運用アサルトライフル『スイートビー』×1
装填可能数400発　携行弾薬2000発
大出力・高機動ブースター『落陽（らくよう）』
取り外し可能の推進力増強ブースター（両肩に装備）。
戦騎装用突貫戦刃『明火（あけび）・朧火（おぼろび）』
小太刀と太刀の夫婦刀。背中にマウントされている主兵装の白兵戦武器。通常、戦騎装の白兵戦は「叩き（潰す）切る」が主眼に置かれるが、この剣は「斬り捨てる」という開発概念で作られる。非常に取り扱いが難しく、素人の操る戦騎装では20回も使用すれば、刀身を折ってしまう。昔から玄人好みされる「刀型」の武器。
＜副兵装＞
55mm榴弾装填大口径リボルバー『鉄（クロガネ）』×2
対ルーク用の特殊榴弾を装填したリボルバー式のハンドカノン。葵のお気に入りで、ルーク種の撃破だけでなく相当数で群れるポーン種を蹴散らすのにも頻繁に使用される。
弾数：二丁で計12発
零距離炸薬手甲『花火手甲』×2
前腕部に格納させた炸薬弾で、掴んだ対象物を爆風で吹き飛ばす。あくまで補助的な武装で、アームフレームにも負担を賭けるため、頻用は好まれない。
弾数：片腕二発
＜特殊機構＞
炎獄モード……鬼灯の出力・機動系をフルドライブさせた状態。
前面六基・背面十基の内部スラスターを全て点火させ、機体出力（パワー）・機体機動（スピード）を大幅に向上させる。最大稼働で8分間、それ以上の継続使用は機器系頭に破損を及ぼす。（つまり自壊してしまう）外見だと、全身に鬼灯色（オレンジ色）の明りが灯ったように見え、機体名称である【鬼灯】もその様から付けられた。
フレイムパンチャー（グラン2号）
【兵器の四(アームズフォー)】伏見飛鳥が開発した日向専用の試作戦騎装。頭部ユニットは単眼カメラが採用されており、長いセンサーアンテナを二つ伸ばしている。装甲が厚く、鈍重なフォルムをしている。特に両腿は全身の何割かを占めるほど肥大したデザインとなっている。日向は初搭乗のグラン2号で、テロリスト艦隊の実質4割を壊滅させた。
規格種別：戦騎装
世代：フォースシーズン・オルタ
機体型番：GGz-36C（ｚは非公式型番（試作機等）を表す）
Height:9.7ｍ　Weight:29t　　カラーリング：鉛色
デフォルト指定：専用
タクティカルマウント機構：×
搭乗パイロット：八雲日向　
仕様：砲撃戦を得意とする重戦騎装。一見、砲戦タイプの機体と遜色ないが、その操縦機構は独自の最新システムがオンパレードで搭載されている。現在ロールアウトされる武装で使用できない火器は存在しない。 それどころか、戦騎装規格では最大火砲に指定される115ミリロングレンジライフルを超す、144ミリスナイパーライフル（特注品）さえも装備可能。驚異的な姿勢制御と安定性の対価に、機動性や運動性が軒並み犠牲となっている。八雲が乗ることが念頭に置かれているため、機動全般が簡略化されている。まさに銃火器をぶっ放すことだけに特化した戦騎装。
＜特殊機構＞
全自動反動制御『フルオートサスペンション』……全自動で反動を制御し、姿勢を整えてくれるシステム。
戦騎装という戦術兵器は、機体の反動制御がパイロットのペダル操作に大きく依存してきた。この反動制御のハードルを下げる事に成功すれば、戦騎装規格の慣熟性（パイロットの乗り易さ）を大きく向上させることになる。だが、戦騎装の反動制御問題は、多くの研究者が挑戦してきた超えられない壁であった。戦騎装開発の父【スティーヴ・ミノート】の残した【ミノートの4命題(テーゼ)】に数えられるほどなのだが……飛鳥は構想三週間、開発一カ月で、戦騎装の歴史をクラッシュしてしまった事となる。
機動補助用脳波受信機『イメージモーションサポート』……ネコ耳型の脳波受信機。
搭乗者がイメージを送ることで、自動で機動の補助や修正をやってくれる。デストブルムのマシンインターフェイスを元に開発された操縦機構だが、改善の余地は多い。

## 制作背景
作者はMF文庫Jの新人賞（第9回）に応募するも落選するが、編集内部では「ライトノベルとしては厳しい」「でも面白い」と論争になっており、最終的に編集長の判断で設定が複雑すぎることや主要人物が多すぎるなどの懸念点を修正出来たら出版を検討するという形で決着した。このように出版するためには編集長を納得させる必要があるため下手なものは出せないと考えた担当編集は、作者に文章修行に励むよう求め、最終的に出版まで1年半を要することとなった。作者は自身の傾向として流行や一般ウケを狙いすぎるとつまらなくなると考え、自身が昔から好きだったロボットを題材に選んだという。
本作はイラストレーターを3名起用しているが、その理由としては美少女とロボットのイラストを高クオリティで同時に両立できるイラストレーターが業界に殆ど存在していなかったことにより、それぞれを得意とする複数のイラストレーターを起用しようと考えたからである。まず、キャラクターを担当するみことあけみが決まり、次にメカデザイン担当の起用については作者の口添えで元々作者の知り合いだった汐山このむが決まった。また、コミカライズ展開をしたいと考え、同時漫画をかける人物を探していた作者が当時別作品のコミックアンソロジーで貞松龍壱の存在を知り、「本編に漫画のような挿絵を入れればより面白さが増す」と貞松に依頼し、快諾を得ることとなった。

## 既刊一覧

### 小説
- 東龍乃助（著）・みことあけみ（イラスト・メカデザイン）・汐山このむ（メカデザイン）・貞松龍壱（ロボ作劇・メカデザイン） 『エイルン・ラストコード 〜架空世界より戦場へ〜』 KADOKAWA〈MF文庫J〉、全10巻
  1. 2015年1月23日発売[4]、ISBN 978-4-04-067304-2
  2. 2015年5月25日発売[5]、ISBN 978-4-04-067654-8
  3. 2015年11月25日発売[6]、ISBN 978-4-04-067951-8
  4. 2016年6月25日発売[7]、ISBN 978-4-04-068339-3
  5. 2016年11月25日発売[8]、ISBN 978-4-04-068748-3
  6. 2017年4月25日発売[9]、ISBN 978-4-04-069180-0
  7. 2017年10月25日発売[10]、ISBN 978-4-04-069505-1
  8. 2018年4月25日発売[11]、ISBN 978-4-04-069862-5
  9. 2018年11月24日発売[12]、ISBN 978-4-04-065235-1
  10. 2019年7月25日発売[13]、ISBN 978-4-04-065734-9

### 漫画
- 東龍乃助（原作）・汐山このむ・貞松龍壱（メカデザイン原案）・みことあけみ（作画） 『エイルン・ラストコード』 KADOKAWA〈角川コミックス・エース〉、既刊1巻（2019年9月24日現在）
  1. 2019年9月24日発売[14]、ISBN 978-4-04-108677-3